# Étienne Dolet
Étienne Dolet (Orléans, 3 agosto 1509 – Parigi, 3 agosto 1546) è stato un umanista francese.
Poeta ed editore, fu accusato di ateismo e impiccato e bruciato sul rogo.

## Biografia
Una tradizione di dubbio credito vuole che fosse figlio illegittimo di Francesco I, ma è certo che fu allevato in una famiglia della ricca borghesia, che gli consentì di ricevere una istruzione di prim'ordine. A dodici anni lasciò Orléans per Parigi, dove studiò per cinque anni con Nicolas Bérauld, rinomato professore di eloquenza di cui fu allievo, tra gli altri, il Coligny.
Nel 1526 si trasferì a Padova per seguire le lezioni di Simone di Villanova, alla cui morte, nel 1530, Dolet accettò il posto di segretario di Jean de Langeac, vescovo di Limoges e ambasciatore francese a Venezia, dove seguì le lezioni di eloquenza di Giovanni Battista Egnazio.
Tornato in Francia nel 1531, studiò diritto nell'Università di Tolosa, dove ebbe per insegnanti Jean de Caturce, che finirà sul rogo accusato di essere eretico, così come sospetto luterano fu un altro suo professore, Jean de Boyssone, per questo motivo esiliato da Tolosa. Due discorsi, nei quali Dolet attaccava alcuni membri del Parlamento della città, provocarono il suo arresto: l'intervento del suo amico e protettore, il vescovo di Rieux Jean de Pins, gli valse la liberazione e l'espulsione da Tolosa nel 1534.

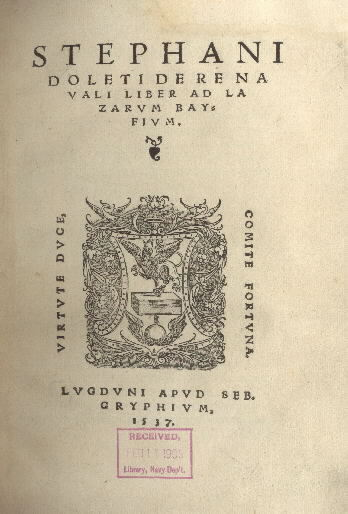
De re navali, Lione 1537

Stabilitosi a Lione nel 1535, divenne amico e collaboratore del tipografo ed editore Sébastien Gryphe, che gli pubblicò il suo Dialogus de imitatione Ciceroniana, in cui difese gli imitatori dello stile ciceroniano dagli attacchi polemici di Erasmo. Dal 1536 al 1538 pubblicò il suo capolavoro filologico, i due volumi del   Commentariorum linguae Latinae, dizionario latino etimologico dedicato a Francesco I, che gli accordò il privilegio decennale di stampare qualunque opera in latino, greco, italiano o francese.
Il 31 dicembre 1536 un banale litigio con un pittore chiamato Compaing, finì in tragedia: Dolet lo uccise, forse involontariamente. Incarcerato, ottenne il perdono reale il 21 aprile 1537.
Nel 1538, dopo aver sposato Louise Giraud, iniziò a pubblicare opere di Galeno, di Rabelais, le poesie del suo amico Clément Marot, l'Enchiridion e il Vero modo di confessarsi bene e cattolicamente di Erasmo, un'edizione latina del Nuovo Testamento, poesie proprie ed epigrammi satirici contro il clero, che attirarono i sospetti della Chiesa. Nel 1542 l'inquisitore Mathieu Orry lo fece arrestare a Lione: il 2 ottobre, riconosciuto colpevole di eresia, venne condannato al rogo. Étienne Dolet si appellò allora al Parlamento di Parigi e al re: tradotto nelle carceri della capitale, ottenne alla fine del 1543, anche grazie all'intervento del vescovo di Tulle Pierre Duchatel, la grazia, a condizione di abiurare pubblicamente.
Tornato a Lione, dopo pochi mesi fu nuovamente denunciato e incarcerato ma riuscì a evadere e a fuggire in Piemonte, da dove scrisse a Francesco I e a Margherita di Navarra delle lettere in cui affermava la propria innocenza. Pensando ingenuamente di poter stampare a Lione le sue difese, rientrò in Francia nel 1544, fu arrestato e tradotto a Parigi: dopo due anni, condannato a morte per blasfemia, sedizione e stampa di libri proibiti, il 3 agosto 1546, giorno in cui compiva 37 anni, fu torturato, impiccato e bruciato sul rogo sulla piazza Maubert, dove nel 1889 gli fu eretto un monumento.
Una tradizione racconta che Étienne Dolet, avviandosi al supplizio tra la folla, abbia pronunciato una frase latina rimasta famosa: «Non dolet ipse Dolet sed pia turba dolet», non è afflitto Dolet, è afflitta la folla pia.

## Opere
- Stephani Doleti orationes duæ in Tholosam. Eiusdem epistolarum libri II. Eiusdem carminum libri II. Ad eundem Epistolarum amicorum liber, 1534
- Stephani Doleti Dialogus de Imitatione Ciceroniana adversus Desid. Erasmus Roterdamum pro Christophoro Longolio, 1535
- Commentarius Linguæ latinæ, 1536-1538
- De Re navali liber ad Lazarum Bayfium, 1537
- St. Doleti Gallii Aurelii Carminum libri quatuor, 1538
- Formulas latina-rum iocutionum; 1539
- Manière de bien traduire d'une langue en l'autre, 1540
- Le Second Enfer, 1544
- Cantique d'Estienne Dolet, 1546